# Sheila Gish
Sheila Gish (* 23. April 1942 in Lincoln; † 9. März 2005 in London; eigentlich Sheila Gash) war eine britische Theater- und Filmschauspielerin.

## Leben

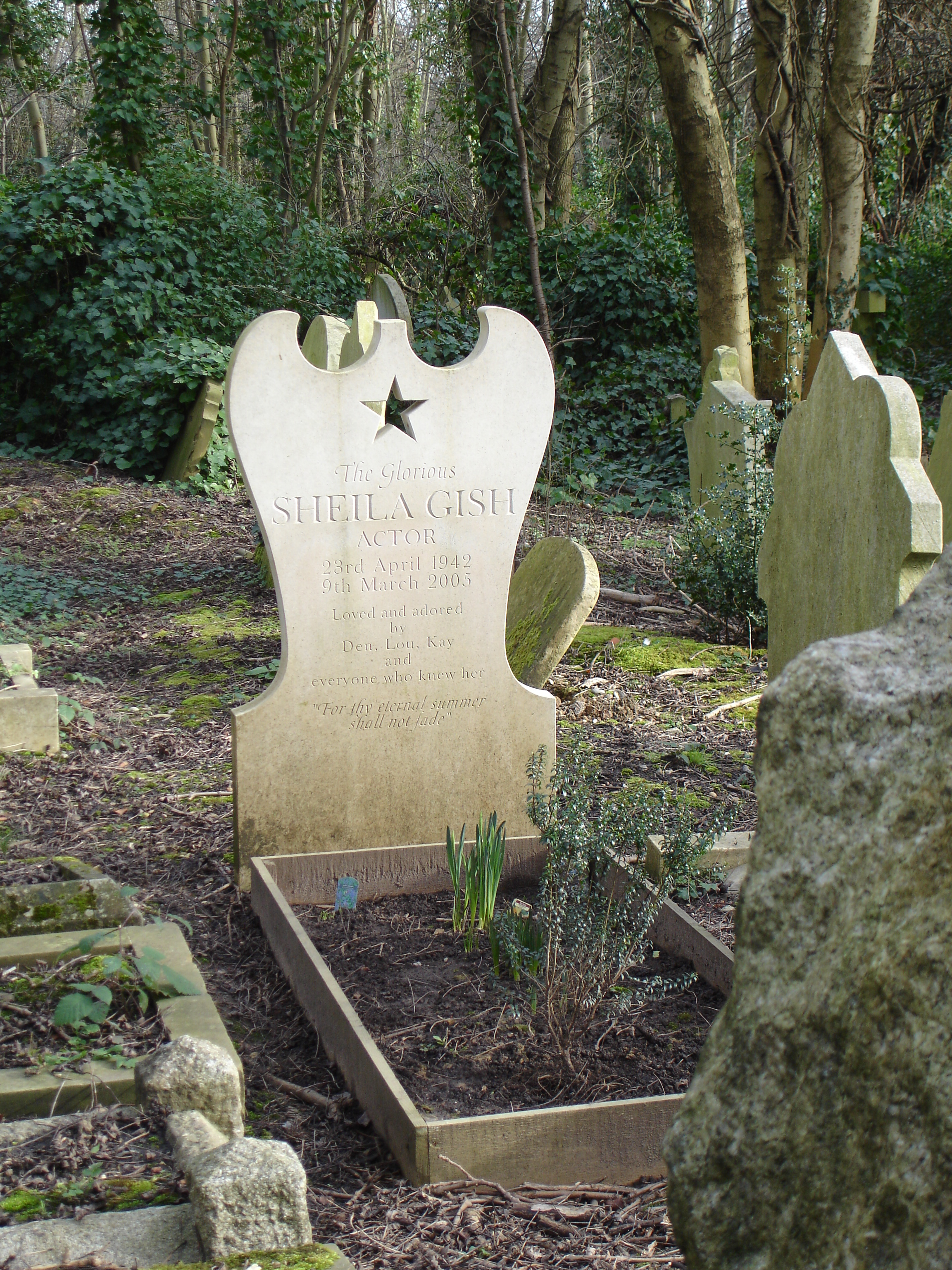
Gishs Grab auf dem Highgate Cemetery

Die frühe Kindheit verbrachte die Tochter eines britischen Offiziers in Ägypten und im Sudan, bevor sie auf die Royal School for Daughters of Officers of the Army in Bath geschickt wurde. Ihre schauspielerische Ausbildung erhielt sie an der Royal Academy of Dramatic Art. Gish spielte hauptsächlich Theater, übernahm aber auch zahlreiche Fernseh- und Filmrollen. Ihre wohl bekannteste Filmrolle war die der Rachel Ellenstein in Russell Mulcahys Film Highlander – Es kann nur einen geben.
Gish war von 1964 bis 1985 mit dem Schauspieler Roland Curram (* 1932) verheiratet. Sie hatten zwei Töchter, beide ebenfalls Schauspielerinnen: Lou Gish (1967–2006) und Kay Curram (* 1974). In zweiter Ehe heiratete Sheila Gish im März 2004 auf Antigua den Schauspieler Denis Lawson (* 1947), mit dem sie bereits seit 1985 zusammengelebt hatte.
Gish starb an einer seltenen Form von Gesichtskrebs, 2003 musste ihr aufgrund der 2002 ausgebrochenen Krankheit bereits das rechte Auge entfernt werden. Im selben Jahr spielte sie ihre letzte Bühnenrolle, die Arkadina in Stephen Pimlotts Inszenierung von Anton Tschechows Die Möwe, am Chichester Festival Theatre mit einer Augenklappe. Die Schauspielerin wurde auf dem Highgate Cemetery in London bestattet.
Lou Gish, ihre ältere Tochter, starb im Februar 2006 ebenfalls an Krebs. Sheila Gish war die Tante des schottischen Schauspielers Ewan McGregor.

## Filmografie (Auswahl)
- 1969: Die Abrechnung (The Reckoning)
- 1973: Hitler – Die letzten zehn Tage (Hitler: The Last Ten Days)
- 1973: Gene Bradley in geheimer Mission (The Adventurer; Fernsehserie, 1 Folge)
- 1975: Die Füchse (The Sweeney; Fernsehserie, 1 Folge)
- 1981: Quartett (Quartet)
- 1986: Highlander – Es kann nur einen geben (Highlander)
- 1992: Juwelen des Schicksals (Jewels, Miniserie)
- 1993: Inspektor Morse, Mordkommission Oxford (Inspector Morse; Fernsehserie, 1 Folge)
- 1995: Inspektor Fowler – Härter als die Polizei erlaubt (The Thin Blue Line; Fernsehserie, 1 Folge)
- 1999: Mansfield Park
- 2000: Highlander: Endgame
- 2001: Love in a Cold Climate (Miniserie)

## Auszeichnungen
- 1996: Olivier Award in der Kategorie Best Actress in Musical